# Pauridiantha kahuziensis
Pauridiantha kahuziensis là một loài thực vật có hoa trong họ Thiến thảo. Loài này được Ntore mô tả khoa học đầu tiên năm 2008.